# Grote Laak
De Grote Laak is een onbevaarbare zijrivier van de Grote Nete. De waterloop staat bekend als een van de sterkst vervuilde rivieren van Vlaanderen. Tezamen met de zijbeek Kleine Laak gaf deze rivier zijn naam aan de Antwerpse gemeente Laakdal. De Grote Laak heeft een lengte van 29,7 km.

## Loop
De Grote Laak ontspringt als Grote Beek op het militair oefenterrein van Beverlo, net als de Zwarte Beek, een van de meest waardevolle beekvalleien in Vlaanderen. De Grote Beek stroomt ten noorden van het dorp Beverlo, wordt onder het Albertkanaal geleid en passeert vervolgens langs het bedrijf Tessenderlo Chemie. Vanaf de passage ten noorden van het dorp Tessenderlo, waarbij de Grote Beek samenvloeit met de Kleine Beek wordt de beek als 'Grote Laak' aangeduid. De Grote Laak loopt vervolgens ten zuiden van Vorst en ten noorden van Veerle. Tussen Veerle en Zammel stroomt de Kleine Laak in de Grote Laak. Wat verder in Zammel vervoegt ze de Grote Nete.

## Vervuiling
De Laak is vooral vervuild met zware metalen als arsenicum en cadmium en chloriden, waarvan de grootste vervuiling afkomstig is van Tessenderlo Chemie in Ham. De Openbare Vlaamse Afvalstoffenmaatschappij (OVAM) voerde oriënterende bodemonderzoeken uit in de Grote Laak op het traject van Tessenderlo Chemie tot aan de monding in de Grote Nete.
Al minstens sinds de jaren zeventig was geweten dat het bedrijf Tessenderlo Chemie afvalwater loosde in de Grote Laak en de Winterbeek. Om het afvalwater met hoog zoutgehalte van Tessenderlo Chemie af te voeren werd in de jaren 70 de smeerpijp Limburg-Antwerpen gebouwd. Door de lozing in de Laak en de Winterbeek waren die beken in brakwaterriviertjes veranderd. De Smeerpijp werd echter nooit voor afvalwater in gebruik genomen en de lozingen gingen nog heel lang door. In de jaren 90 werden inspanningen gedaan om de lozingen te beperken zodat deze onder de normen vielen. Een 'optimale' zuivering van het lozingswater zou echter niet economisch rendabel zijn. De eigenaars van vervuilde percelen werden door OVAM vrijgesteld van saneringsplicht aangezien het om een historische vervuiling van Tessenderlo Chemie gaat. Aangezien Tessenderlo Chemie nog bleef lozen, was het niet zinvol om met een bodemsanering te starten. Lange tijd was het ook niet duidelijk of het bedrijf verplicht zou worden om op te draaien voor saneringskosten. In principe is dit het geval, maar dit zou "niet haalbaar" zijn volgens de toenmalige burgemeester van Tessenderlo.
In juli 2014 publiceerde vzw Natuurpunt een top 10 van meest vervuilde waterlopen in Vlaanderen. De Grote Laak stond op plaats 9.
In maart 2017 begon de sanering van de andere vervuilde beek, de Winterbeek. Volgens de Vlaamse Milieumaatschappij (VMM) was het financieel niet haalbaar de beide beken tegelijkertijd te saneren. Vanwege de hogere wateroverlast van de Winterbeek begonnen de werken aan deze waterloop eerst.
In mei 2019 startte de VMM met slibruiming over een traject van 3 km op de Grote Laak ter hoogte van Laakdal en Tessenderlo. De VMM zal in 2021 starten met de integrale sanering van de Grote Laak.